# Гренаш блан
Гренаш блан (на френски: Grenache blanc) е бял винен сорт грозде, разпространен е широко във Франция и Испания. Малки насаждения има и в Гърция и Южна Африка. Сортът е разновидност на сорта Гренаш ноар.
Познат е и с наименованията: Аликант бял, Гранаша бланка, Сила бланк и др.
Къснозреещ сорт. Лозите се отличават със силен растеж и средна родовитост.
Гроздът е голям, цилиндрично-коничен, крилат, плътен. Зърната са средни, закръглени, леко сплеснати, бели.
Използва се за приготвяне на бели трапезни вина и за прясна консумация. Белите вина са с високо алкохолно съдържание и ниска киселинност. Рядко се правят сортови вина – обикновено участва в купажи. Гренаш Блан се използва в направата на „Вин Дьо Натурел“ (Vin Doux Naturel) в района Росийон, Франция.